# Wynn Roberts
Wynn Roberts (* 1. März 1988 in Battle Lake) ist ein US-amerikanischer Biathlet.
Wynn Roberts ist der älteste von drei Geschwistern und lebt in seiner Geburtsstadt Battle Lake. Im Alter von neun Jahren begann er zunächst mit dem Skilanglauf, mit 12 begann er zudem mit dem Biathlonsport. Er startet für das Mt Itasca Winter Sports Center und die Minnesota State University. 2006 nahm er in Presque Isle erstmals an Junioren-Weltmeisterschaften teil. Roberts belegte die Plätze 41 im Einzel, 14 im Sprint sowie 15 im Verfolgungsrennen und wurde mit Mark Johnson und Russell Currier 12. und damit letzter im Staffelrennen. Erste Rennen im Junioren-Europacup, dem späteren IBU-Cup, folgten 2007. Im selben Jahr wurde er bei der Junioren-WM in Martell 45. im Sprint, 39. in Einzel und Verfolgung sowie erneut 12. in der Staffel mit Leif Nordgren und Justin Tyner. Zum dritten Mal startete er 2008 in Ruhpolding bei einer Junioren-WM und lief auf die Plätze 62 im Einzel, 23. im Sprint, 38. der Verfolgung und mit Johnson, Currier und Nordgren Neunter im Staffelrennen. Bei der Junioren-Europameisterschaft desselben Jahres in Nové Město na Moravě erreichte er die Ränge 20 im Einzel, 27 im Sprint und 23 in der Verfolgung. Seine vierte und letzte WM bestritt Roberts 2009 in Canmore. Im Einzel erreichte er Rang 31, im Sprint wurde er 15. und 30. im Verfolgungsrennen. Bei den Nordamerikanischen Meisterschaften im Biathlon 2009 in Valcartier gewann er den Titel im Einzel, im Sprint wurde er Zweiter hinter Nordgren, mit dem er gemeinsam mit Grace Boutot auch den Titel im Mixed gewann.
Roberts startet seit 2008 im Leistungsbereich. Seine ersten international bedeutsamen Rennen bestritt er 2008 im Rahmen des IBU-Cups in Obertilliach. 2009 gab er bei den vorolympischen Testweltcups in Vancouver sein Biathlon-Weltcup-Debüt und erreichte Platz 89 im Einzel. Bei den US-amerikanischen Meisterschaften im Rollski-Biathlon 2009 in Jericho gewann er hinter Lowell Bailey Silber im Sprintwettbewerb, im Verfolgungsrennen fiel er auf Platz elf zurück. Für die Saison 2009/10 rückte Roberts in den A (A3)-Nationalkader der USA auf, musste jedoch zu Saisonbeginn seinen Platz für den zu der Zeit stärkeren Kevin Patzoldt räumen. Doch noch vor den Olympischen Winterspielen konnte Roberts seinen Platz zurückerobern und als fünfter Starter für die USA neben den etablierten Jeremy Teela, Jay Hakkinen, Jeremy Teela und Bailey an den Spielen teilnehmen. Er wurde im Einzel eingesetzt und wurde dort 93. Bestes Ergebnis im Weltcup ist bislang ein 77. Platz bei einem Einzel in Antholz. Schließlich nahm er an den Biathlon-Europameisterschaften 2010 in Otepää teil und erreichte dort die Ränge 45 im Einzel, 51 im Sprint, 49 in der Verfolgung und mit Zach Hall, Casey Simons und Nordgren 12 im Staffelrennen. Im Biathlon-NorAm-Cup 2009/10 erreichte er in der Saison erstmals Podiumsplatzierungen. In der Gesamtwertung wurde Roberts Siebter. Bei den Nordamerikanischen Meisterschaften im Biathlon 2010 und den gleichzeitig durchgeführten US-Meisterschaften in Fort Kent gewann er den Titel im Verfolgungsrennen. Im Sprint und der Nordamerikameisterschaftswertung des Massenstarts belegte er die Plätze sechs, in der Wertung der US-Meisterschaft Fünfter.

## Biathlon-Weltcup-Platzierungen
Die Tabelle zeigt alle Platzierungen (je nach Austragungsjahr einschließlich Olympische Spiele und Weltmeisterschaften).
- 1.–3. Platz: Anzahl der Podiumsplatzierungen
- Top 10: Anzahl der Platzierungen unter den ersten zehn (einschließlich Podium)
- Punkteränge: Anzahl der Platzierungen innerhalb der Punkteränge (einschließlich Podium und Top 10)
- Starts: Anzahl gelaufener Rennen in der jeweiligen Disziplin
- Staffel: inklusive Mixed- und Single-Mixed-Staffeln

| Platzierung                    | Einzel | Sprint | Verfolgung | Massenstart | Staffel | Gesamt |
| ------------------------------ | ------ | ------ | ---------- | ----------- | ------- | ------ |
| 1. Platz                       |        |        |            |             |         |        |
| 2. Platz                       |        |        |            |             |         |        |
| 3. Platz                       |        |        |            |             |         |        |
| Top 10                         |        |        |            |             |         |        |
| Punkteränge                    |        |        |            |             |         |        |
| Starts                         | 3      | 2      |            |             |         | 5      |
| Stand: nach der Saison 2009/10 |        |        |            |             |         |        |

## Belege
1. ↑  Angabe laut IBU-Webseite, Sport-reference nennt Fergus Falls